# Andreas Avraam
Andreas Avraam (grekiska: Ανδρέας Αβρααμ), född 6 juni 1987 i Larnaca, är en cypriotisk före detta fotbollsspelare som spelade senast för Anorthosis Famagusta FC.